# Groninger & Lemmer Stoomboot Maatschappij
De Groninger & Lemmer Stoomboot Maatschappij was een beurtvaartrederij die van 1873 tot 1948 met stoomboten actief was in Noord-Nederland.

## Achtergrond
Het traject Amsterdam - Lemmer over de Zuiderzee had een spilfunctie bij het transport tussen Noord- en West-Nederland. Lemmer was middels waterwegen verbonden met vele plaatsen in Friesland, Groningen en Drenthe. Na het verzanden van de haven van Kuinre in de zeventiende/achttiende eeuw kon het belang van Lemmer toenemen. Het knooppunt Lemmer wordt verder onderstreept doordat het begin negentiende eeuw gekozen werd als eindpunt van de Rijksstraatweg door de noordelijke provincies. Amsterdam was de poort naar geheel West-Nederland, met goede vaarverbindingen naar vele plaatsen.

## Geschiedenis
In 1870 richtten drie gebroeders Nieveen de "Groninger Stoomboot Maatschappij" op, met participatie van zeven lokale ondernemers en notabelen, waaronder de politicus C. C. Geertsema. Het was de voortzetting van een beurtvaartonderneming (goederen) van Jan Nieveen uit 1864, die transport verzorgde van de stad Groningen naar Lemmer. De nieuwe onderneming richtte zich in eerste instantie op de binnenvaart op hetzelfde traject. Toch werd in het oprichtingsjaar al besloten een stoomboot aan te schaffen voor het traject Lemmer - Amsterdam over de Zuiderzee. Een nieuwe 'binnenboot' werd Groningen I genoemd, de reeds bestaande van Jan Nieveen de Groningen II en de zeeboot de Groningen III. Een reis tussen Amsterdam en Lemmer kostte vier Gulden in de eerste kajuit en drie gulden in de tweede kajuit.
Drie jaar later werd besloten tot een intensieve samenwerking met een concurrerende binnenvaarder (Groningen - Lemmer) en een reder die op de Zuiderzee actief was (Lemmer - Amsterdam). De drie ondernemingen, gezamenlijk opererend onder de naam "Groninger & Lemmer Stoomboot Maatschappij", hielden elk hun eigen organisatie en kosten, maar spreidden de opbrengsten volgens een vaste verdeelsleutel. Door de binnenvaarder werden de Lemmer I en de Lemmer II ingebracht. De families De Jong en De Haan brachten de zeeschepen Lemmer en Amsterdam in. Dienstregelingen werden onderling afgestemd en ook gingen ze beurtelings overdag en 's nachts varen. Het contract werd in 1889 verlengd, voor de duur van 25 jaar.
's Avonds om acht uur vertrok de boot uit Amsterdam en om negen uur die uit Lemmer. In 1877 werd de salonboot Groningen IV gebouwd en tien jaar later werd de Groningen II geschikt gemaakt voor het vervoer van passagiers. De rederij heette inmiddels de "Groningen-Lemmer Stoombootmaatschappij" en werd in de volksmond de Lemmerboot genoemd. In Amsterdam werd eerst afgemeerd nabij de Schreierstoren, later aan steiger 4 aan de De Ruyterkade, in Lemmer in de binnenhaven. 
Onder druk van de concurrentie met de tramlijnen van de Nederlandsche Tramweg Maatschappij en de aansluitende "tramboot" tussen Lemmer en Amsterdam kwam het in 1909 tot een volledige fusie van de drie betrokken reders, onder de naam "Groninger Lemmer Stoomboot Maatschappij N.V." De rederij beschikte in het fusiejaar over 9 schepen, waarvan er 4 zeewaardig waren. Elk van de binnenschepen kon zo'n 40 passagiers vervoeren, de zeeboten ruim 130. Later werden andere verbindingen in de vaart gebracht en werd de vloot uitgebreid. In de jaren 20 werd de vloot voor een deel vernieuwd. In 1928 werd het pronkstuk van de rederij, de Jan Nieveen, in de vaart gebracht. Tussen de wereldoorlogen zou de rederij haar grootste omvang bereiken, met een vloot van 27 schepen. Vanaf 1933 werd voor goederen een autosneldienst onderhouden tussen Groningen en Lemmer, gevolgd door een autodienst in Noord-Holland. In 1934 werd het onderhouden van vrachtwagendiensten toegevoegd aan de statuten van de firma, waarmee het toenemend belang ervan wordt onderstreept.

### Neergang
Toenemende concurrentie van de spoorwegen, de vrachtwagen en de bus betekenden in de loop van de twintigste eeuw het einde van de binnenvaart als belangrijke personen- en stukgoedvervoerder. Voor de binnenvaart was de crisis van de jaren 30 een zeer moeilijke periode, maar de Tweede Wereldoorlog was pas echt desastreus. Schepen werden gevorderd of gingen verloren bij gevechtshandelingen en de vervoersvraag nam sterk af. Na de bevrijding kwamen veel van dat soort rederijen niet of met grote moeite tot wederopbouw. 
De Groninger Lemmer had de Groningen IV verloren en 5 andere schepen bevonden zich ergens in het buitenland. De onderneming fuseerde in 1953 met rederij Van Swieten en de Groninger-Rotterdammer Stoomboot Maatschappij (de "Hunzeboot") tot Groninger Beurtvaart N.V.